# دهستان رغیوه
دهستان رغیوه، یکی از دهستان‌های بخش رغیوه شهرستان هفتکل در استان خوزستان ایران است. مرکز این دهستان، شهر رغیوه است.

## جمعیت
بر پایه سرشماری عمومی نفوس و مسکن در سال ۱۳۹۵، جمعیت دهستان رغیوه برابر با ۳٬۲۸۷ نفر بوده‌است.